# Conus maioensis
Espèce
Statut de conservation UICN

 LC  : Préoccupation mineure
Conus maioensis est une espèce de mollusques gastéropodes marins de la famille des Conidae.
Comme toutes les espèces du genre Conus, ces escargots sont prédateurs et venimeux. Ils sont capables de « piquer » les humains et doivent donc être manipulés avec précaution, voire pas du tout.

## Description
La taille de la coquille varie entre 15 mm et 40 mm.

## Distribution
Cette espèce est présente dans l'océan Atlantique oriental, le long de la côte nord de l'île de Maio, Cap-Vert. 

### Niveau de risque d’extinction de l’espèce
Selon l'analyse de l'UICN réalisée en 2011 pour la définition du niveau de risque d'extinction, cette espèce est endémique aux îles du Cap-Vert où on ne la trouve que le long de la côte nord de l'île de Maio, de Praía do Santana à Baíado Galeão, soit un littoral d'environ 12 km.Bien que la coquille de cette espèce soit petite et sans particularité, à l'instar des autres Conus spp. elle est prélevée pour le marché spécialisé des coquillages, cependant le niveau de prélèvement est faible et n'a actuellement pas d'impact sur les niveaux de population de cette espèce. L'espèce est actuellement considérée comme étant de préoccupation mineure, mais si la zone est développée, ou si une route est construite, alors le statut de conservation devrait être réévalué.

## Taxonomie

### Publication originale
L'espèce Conus maioensis a été décrite pour la première fois en 1990 par les malacologistes Herculano Trovão (d), Emilio Rolán (d) et Félix-Alves dans « Publicações Ocasionais da Sociedade Portuguesa de Malacologia »,.

### Synonymes
- Africonus cossignanii T. Cossignani & Fiadeiro, 2014 · non accepté
- Africonus crioulus (Tenorio & Afonso, 2004) · non accepté
- Africonus decolrobertoi T. Cossignani & Fiadeiro, 2017 · non accepté
- Africonus maioensis (Trovão, Rolán & Félix-Alves, 1990) · appellation alternative
- Africonus marcocastellazzii T. Cossignani & Fiadeiro, 2014 · non accepté
- Africonus zinhoi T. Cossignani, 2014 · non accepté (combinaison originale)
- Conus (Lautoconus) crioulus Tenorio & Afonso, 2004 · non accepté
- Conus (Lautoconus) maioensis Trovão, Rolán & Félix-Alves, 1990 · non accepté
- Conus (Lautoconus) marcocastellazzii (T. Cossignani & Fiadeiro, 2014) · non accepté
- Conus (Lautoconus) zinhoi (T. Cossignani, 2014) · non accepté
- Conus crioulus Tenorio & Afonso, 2004 · non accepté
- Conus marcocastellazzii (T. Cossignani & Fiadeiro, 2014) · non accepté
- Conus zinhoi (T. Cossignani, 2014) · non accepté